# چلندری
چلندری (به فرانسوی: Chalandry) یک کمون (فرانسه) در فرانسه است که در ان (ا-دو-فرانس) واقع شده‌است. چلندری ۷٫۶۶ کیلومتر مربع مساحت دارد ۶۳ متر بالاتر از سطح دریا واقع شده‌است.